# Scouting Nederland Museum
Het Scouting Nederland Museum, ook Scouting Museum Baarn is een museum van Scouting Nederland dat gewijd is aan de historie van de vier Nederlandse scoutingverenigingen.
Scouting Nederland is ontstaan uit een fusie tussen de NPV (De Nederlandse Padvinders), NPG (Nederlands Padvindsters Gilde) de KV (de Katholieke Verkenners en de NGB Nederlandse Gidsen Beweging). Het museum is gevestigd in het voormalige Koetshuis Buitenzorg van Villa Buitenzorg aan de Amsterdamsestraatweg 51 in Baarn.
Het eerste Padvindersmuseum werd in 1953 gevestigd in het Haagse hoofdkwartier van de NPV. In 1993 opende het huidige museum de deuren in Baarn, waarbij ook de geschiedenis van de andere drie verenigingen wordt getoond.

## Collectie
De museumcollectie bestaat uit bladen, boeken, uniformen, insignes, vlaggen en vaandels. Naast de Nederlandsee scoutinggeschiedenis wordt ook aandacht geschonken aan internationale scouting. Zo zijn er materialen die herinneren aan de wereldjamborees van 1937 en die van 1995 die in Nederland werden gehouden. Daartoe behoort ook de complete collectie van 15 badges uit 1937. Op de brede maquette zijn miniscoutjes met een troepkar, tenten, een toren, een brug, een vlot, een kabelbaan en een brandend kampvuur te zien. Er zijn jaarlijks wisselende thema's bij de tentoonstellingen.
Op 4 september 2010 werd in het museum een jubileumboek gepresenteerd ter gelegenheid van de honderdste verjaardag van Scouting in Nederland met als titel Padvinders. 100 jaar Scouting in Nederland.

## Andere Scoutingmusea
- Scoutingmuseum Haagse Randstad - Den Haag
- Scoutingmuseum De Ducdalf - Rotterdam
- Scoutingmuseum Fryslân - Leeuwarden
- Reizend Scoutingmuseum (enkel bij Scoutingevenementen)[2]

- Library of Congress Control Number: nb2007014448
- Virtual International Authority File: 135128393